# Kolegium jezuitów w Rydze
Kolegium jezuitów w Rydze – uczelnia jezuicka prowadzona w Rydze w latach 1582–1773. 

## Historia
Kolegium powstało po zwycięstwie Rzeczypospolitej w wojnie z Rosją (1577–1582) i odzyskaniu Inflant.
Kolegium powstało w 1582 z fundacji króla Stefana Batorego. W jego powstaniu czynny udział jako inicjator i organizator brał ks. Piotr Skarga, rektor kolegium wileńskiego.
Uczelnia powstała na terenie zdominowanym przez ludność protestancką i sprowadzenie do Rygi jezuitów od początku spotykało się z jej oporem. Już w pierwszym roku faktycznej działalności (1584) wybuchły rozruchy miejskie, a tłumy wdarły się do budynków kolegium. Niepokoje trwały do roku następnego, a jezuici zostali usunięci z zajmowanych przez siebie budynków. W 1589 sejm nakazał ich powrót, jednak wobec utrzymującej się wrogości mieszkańców Rygi, stało się to dopiero w 1591. Zaczęto się też zastanawiać nad przeniesieniem kolegium do Wenden (dziś: Kieś).
Ryga została zdobyta 25 września 1621 przez wojska szwedzkie na początku wojny polsko-szwedzkiej. Król Gustaw Adolf obsadził kolegium wojskiem, jezuitów wypędził, a majątek zakonu przejął na rzecz skarbu szwedzkiego, co oznaczało koniec działalności kolegium.